# Атрек
Атре́к (перс. اترک, туркм. Etrek derýasy) — річка в Ірані і на кордоні Ірану та Туркменістану. Довжина 669 км, площа басейну близько 27,3 тисяч км². Має джерело на схилах Копет-Дагу(37°10′ пн. ш. 59°00′ сх. д. / 37.167° пн. ш. 59.000° сх. д.), впадає в Каспійське море біля міста Есенгули, утворюючи заболочену дельту. З кінця XIX століття вода доходить до Каспійського моря тільки під час повені, в решту часу розбирається на зрошення. Колись головна притока — р. Сумбар, також розбирається на зрошення і до Атреку доходить лише під час повені. Через сильне обміління нерест каспійського осетра в річці повністю припинився з середини XX століття (таким чином, через те, що Атрек - єдина річка, що впадає в Каспій на території Туркменістану, репродукція осетрових на території цієї країни повністю припинилася). 
Влітку в нижній течії вся вода використовується на зрошення. Зливи викликають різке підвищення рівня води і селеві паводки (гірські грязьові потоки). Середні витрати біля смт Кизил-Атрек 9,2 м³/с.

## Гідрографія
На території Ірану Атрек тече у вузькій гірській долині, розділяючи Нішапурські гори і Копетдаг. Далі долина розширюється. Раніше при впадінні в Каспійське море утворював болотисту дельту, нині збезводнену більшу частину року. Живлення головним чином снігове, дощове та джерельне (підземне). Повінь навесні та у першій половині літа, потім пізньолітня та осінньо-зимова межень